# Développement régional
 (janvier 2025).
Pour les articles homonymes, voir Développement.
Le développement régional est l'ensemble des processus de développement qui concerne les régions en tant qu'échelon d'action publique directement inférieurs aux États. Il correspond aussi aux dispositifs internationaux d'aide aux régions en retard de développement. Le développement régional peut donc être interne (intérieur à un État) ou externe (coopération internationale entre régions ou entre États). Les implications et la portée du développement régional varient conformément à la définition d'une région et en fonction de la manière dont ses frontières sont perçues intérieurement et extérieurement. Le développement régional est également un des objets d'étude privilégiés de la science régionale (économie spatiale, géographie économique, urbanisme, analyse territoriale, sciences de gestion, sciences politiques, ...). Voir ASRDLF et ERSA.
Les études et travaux scientifiques qui relèvent du développement régional recoupent d'autres champs multidisciplinaires, concepts et/ou propositions théoriques :
- développement territorial
- métropolisation
- aménagement du territoire
- sciences territoriales